# Château du Touvet
Le château du Touvet est un ancien château fort du XIIIe siècle remanié à plusieurs reprises qui se dresse sur la commune du Touvet dans le département de l'Isère et la région Auvergne-Rhône-Alpes.
L'ensemble du château y compris la décoration en cuir de Cordoue de l'une des salles, les vestiges des anciennes fortifications et le parc font l’objet d’un classement au titre des monuments historiques par arrêté du 16 novembre 1964. Les escaliers d'eau font l’objet d’un classement au titre des monuments historiques par arrêté du 17 mars 1959.
Propriété privée, il est habité par la même famille depuis plus de 500 ans. Le château et les jardins sont cependant ouverts au public.

## Situation
Le château du Touvet est situé dans le département français de l'Isère sur la commune du Touvet, bâti dans la vallée du Grésivaudan, dans un site exceptionnel de montagnes, entre Grenoble et Chambéry. À l'époque, son emplacement est stratégique, puisqu'il se trouve à la frontière entre le Dauphiné et le duché de Savoie.

## Histoire
Le château du Touvet a été construit au XIIIe siècle par la famille d'Entremont. Il n'en subsiste qu'un corps de logis qui, encore en 1963, portait le nom de château de Qinsonnas.
Guigues Guiffrey, archer dans la compagnie du chevalier Bayard, l'acquiert en 1528. Le château revient ensuite aux descendants de Guigues, les Monteynard, les Marcieu.
Il est transformé en demeure de plaisance au XVIIIe siècle par le comte Pierre de Marcieu qui y construit un escalier d'eau à l'italienne, des cascades et des terrasses à la française et qui enrichit l'interieur de décors et mobilier aujourd'hui en exposition.

## Propriété
Les actuels propriétaires du château sont Bruno et Isabelle Pourroy de Lauberivière de Quinsonas-Oudinot. Ils descendent en ligne directe du maréchal Oudinot et sont également attachés aux familles de Quinsonas et de Virieu.

## Description
Les jardins à la Française conçus par Letellier et Potin sont classés « jardins remarquables de France ». Créés au XVIIIe siècle et restaurés récemment, jeux d'eau et bassins alternent avec parterres de buis.

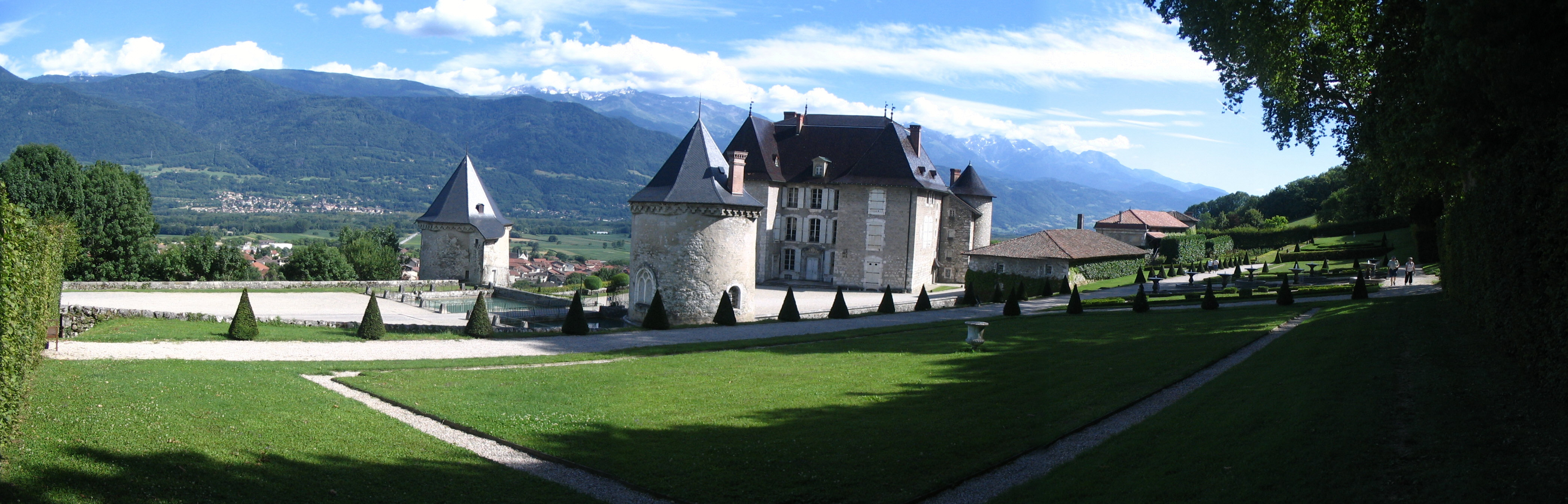
Vue panoramique du château dominant la vallée du Grésivaudan